# Vsetínská Bečva
Vsetínská Bečva je řeka ve Zlínském kraji, jedna ze dvou zdrojnic řeky Bečvy. Délka toku je 58,8 km. Plocha povodí měří 734,1 km². Patří do povodí Moravy a úmoří Černého moře.

## Průběh toku
Řeka pramení v Beskydech v nadmořské výšce 920 m pod vrchem Trojačka (939 m n. m.). Její tok směřuje nejprve jižně, rychle se však stáčí k jihozápadu až západu do velkokarlovického Leskového. Protéká obcemi Velké Karlovice, Karolinka (kde v nadmořské výšce 472 m n. m. přibírá potok Stanovnice z vodní nádrže Karolinka), Nový Hrozenkov a Halenkov. Od Huslenek, kde se zleva připojuje Kychová a Zděchovka teče na západ a protéká obcemi Hovězí, Janová a Ústí u Vsetína, kde se její tok obrací k severu. Zde do Vsetínské Bečvy ústí říčka Senice (354 m n. m.). Dále protéká územím města Vsetína, kde přijímá zprava Jasenici (343 m n. m.) a Jasenku a zleva Rokytenku (341 m n. m.). Dále přibírá ještě zleva Semetínský potok (332 m n. m.) a Ratibořku u Jablůnky (324 m n. m.) a zprava v obci Bystřička říčku Bystřičku (304 m n. m.). Severní směr si řeka udržuje až k soutoku s Rožnovskou Bečvou pod Valašským Meziříčím v nadmořské výšce 288 m. Od soutoku řek Rožnovská Bečva a Vsetínská Bečva již nese tok název Bečva.

### Větší přítoky
- Tišňavský potok (Tišňavy, Tísňavský potok), zleva, ř. km 51,9
- Raťkov, zprava, ř. km 44,4
- Velká Stanovnice, zleva, ř. km 43,4
- Kobylská, zprava, ř. km 43,1
- Brodská, zprava, ř. km 40,1
- Vranča, zleva, ř. km 39,5
- Lušová, zprava, ř. km 36,9
- Dinotice, zprava, ř. km 34,5
- Kychová, zleva, ř. km 32,3
- Zděchovka, zleva, ř. km 30,1
- Hořanský potok, zleva, ř. km 27,8
- Senice, zleva, ř. km 23,3
- Jasenice, zprava, ř. km 20,6
- Jasenka, zprava, ř. km 19,6
- Rokytenka, zleva, ř. km 19,4
- Semetínský potok, zleva, ř. km 15,7
- Ratibořka, zleva, ř. km 14,2
- Mikulůvka, zleva, ř. km 8,8
- Bystřička, zprava, ř. km 7,5

## Vodní díla
Na přítocích Vsetínské Bečvy byly vybudovány dvě významnější nádrže: Karolinka na říčce Stanovnici a Bystřička na stejnojmenné říčce. Vodní nádrž Karolinka slouží především jako zdroj pitné vody a pro ochranu před povodněmi. Vodní nádrž Bystřička slouží k protipovodňové ochraně a regulaci průtoku, kromě toho je využívána k rekreaci a je na ní provozována malá vodní elektrárna o celkovém výkonu cca 150 kW.

## Vodní režim

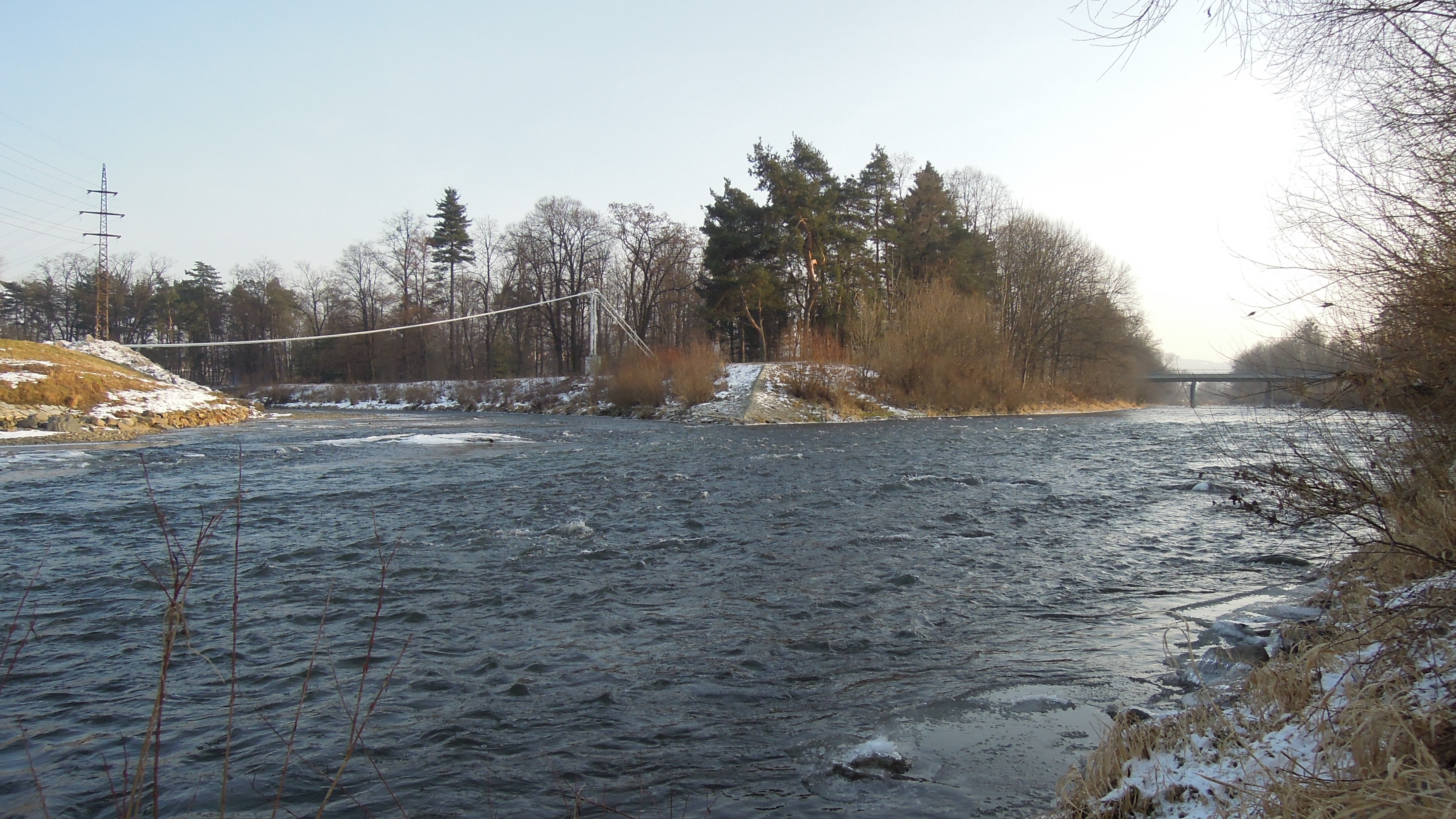
Soutok Rožnovské a Vsetínské Bečvy

Průměrný průtok Vsetínské Bečvy v obci Jarcová nedaleko soutoku s Rožnovskou Bečvou činí 8,85 m³/s.
Hlásné profily:
| místo           | říční km | plocha povodí | průměrný průtok (Qa) | stoletá voda (Q100) | poznámky         |
| --------------- | -------- | ------------- | -------------------- | ------------------- | ---------------- |
| Velké Karlovice | 108,40   | 68,40 km²     | 1,19 m³/s            | 100,0 m³/s          | aktualizace 2025 |
| Vsetín          | 80,25    | 505,53 km²    | 6,38 m³/s            | 420,0 m³/s          | aktualizace 2025 |
| Jarcová         | 65,20    | 723,80 km²    | 8,85 m³/s            | 547,0 m³/s          | aktualizace 2025 |

## Využití
Využívá se k zavlažování a k zisku vodní energie v malých vodních elektrárnách. Slouží jako zdroj pitné vody a k odvodu odpadních vod – projekt Čistá Bečva. Je jednou z nejvíce upravených řek v České republice. Jako prevence povodní slouží četné hráze. Nezanedbatelné je využití k rekreaci – ke koupání a vodáctví.

### Rybolov
K rybolovu slouží rybářské revíry.